# Glorieta de la Vil·la Riu
La Glorieta de la Vil·la Riu és una construcció que forma part de l'Inventari del Patrimoni Arquitectònic Català de la ciutat de Solsona a la comarca del Solsonès.

## Descripció
Aquesta glorieta és dels pocs elements modernistes que hi ha Solsona. És de planta irregular i feta amb totxos i teules vidriades en la coberta. És a la cantonada de l'Avinguda de l'Esport, 3 i del passatge Vil·la Riu.